# Cephalophyllum griseum
Cephalophyllum griseum là một loài thực vật có hoa trong họ Phiên hạnh. Loài này được (S.A.Hammer & U.Schmiedel) H.E.K.Hartmann mô tả khoa học đầu tiên năm 2003.